# Señor Jip
Señor Jip es un personaje ficticio que aparece en los cómics estadounidenses publicados por Marvel Comics. Es un hechicero malvado, que posee una apariencia grotesca y varios poderes místicos.

## Historial de publicación
El Señor Jip ha aparecido casi exclusivamente como un villano de Cloak y Dagger, primero en el volumen 3 de Strange Tales y luego en su propia serie con una aparición en una publicación anual de X-Men.
El creador Terry Austin dijo que "los lectores obviamente se habían cansado de ver a Cloak y Dagger enfrentarse a los narcotraficantes, quienes, seamos sinceros, nunca suponen un gran desafío para ellos. Los personajes nunca son más interesantes que cuando parecen tener "fuerza ineludible contra la que empujar, y con ese fin encontré lo que esperaba que fuera su principal enemigo recurrente, el maníaco Sr. Jip, y sus soldados de infantería Noche y Día".

## Biografía
El hombre que sería conocido como Señor Jip nació hace siglos en algún lugar de Asia. Recorrió el mundo como un erudito en la búsqueda del conocimiento y fue al Tíbet para encontrar la legendaria ciudad de Kamar-Taj. Aunque la ciudad estaba en ruinas, Jip se encontró con el Anciano y se convirtió en su primer aprendiz.Como su alumno, Jip recibió instrucción sobre las artes de la magia benevolente, pero desconocido para su maestro, buscó libros de magia oscura y practicó rituales prohibidos para aumentar su propio poder. Cuando el Anciano descubrió esto, echó a Jip de su servicio. Jip comenzó a extender su vida útil usurpando los cuerpos de otros.En estos días a Jip le gusta pensar que todavía hizo algo bueno, ya que fue su ejemplo el que le permitió al Anciano reconocer los signos de la traición del Barón Mordo siglos más tarde.
Por su cuenta, Jip quería aumentar aún más su conocimiento de las artes oscuras. Para hacerlo, comenzó a extender su vida a costa de otros, pero estas artes oscuras torcieron y corrompieron su propio cuerpo en una forma monstruosa.A pesar de su deseo de dominar el mundo, Jip se mantuvo oculto durante siglos y rara vez se reveló a los demás.
Apareció a Cloak, disfrazado en el cuerpo del anfitrión de un empleado de tienda. Cloak se había vuelto impotente y sentía que sin sus poderes, su compañera Dagger ya no estaría interesada en él. Jip devolvió sus poderes a cambio de un precio. Más tarde, Jip luchó contra Cloak y Dagger con sus secuaces, Noche y Día, que tenían poderes similares a Cloak y Dagger. El precio de Jip por sus servicios resultaría ser el cuerpo de Cloak como su nuevo anfitrión. Dagger se sorprendió de que Cloak renunciara a su oportunidad de llevar una vida normal y lo abandonó, pero regresó a tiempo para evitar que Jip tomara el cuerpo de Cloak y lo expulsara.Jip obligó a Cloak a entregar a Dagger en sus garras, luego lo encarceló. Jip lucharía y manipularía a Cloak y Dagger durante los próximos meses, a menudo actuando a través de sus secuaces Día y Noche, mientras que otras veces actuaría para protegerlos.
Durante la noche, Jip más tarde fomentó la batalla entre Dagger poseída y los miembros de X-Factor. La trama fue frustrada por Cloak, pero Dagger fue cegada como resultado. Jip fue revelado como el maestro del ex sacerdote demente Francis Delgado.Se reveló que Jip había restaurado a Brigid O'Reilly y la había convertido en su espía al reemplazar uno de sus ojos con uno de los suyos.
Jip también usó a los X-Men como sus agentes una vez durante los eventos de Atlantis Attacks. Rechazó un intento de los miembros de la Sociedad Serpiente de robar uno de sus artefactos místicos. Cambió temporalmente las mentes de los cautivos Dazzler y Diamondback a los cuerpos de los demás. Fomentó una batalla entre los X-Men y la Sociedad Serpiente. Sin embargo, no pudo evitar el robo de su artefacto por Sidewinder y Diamondback, quienes se lo entregaron a sus clientes Ghaur y Llyra.
Señor Jip más tarde negoció con el Doctor Doom para cambiar a Dagger por un libro de magia negra en posesión de Doom. Jip asesinó a Francis Delgado y usurpó su cuerpo. Como Delgado, asesinó al padre Michael Bowen, tío de Dagger, y disfrazado acompañó a Dagger a Latveria.El intento de Jip de entregar a Dagger al Doctor Doom fue frustrado por Cloak, Noche, Brigid O'Reilly y "Rusty" Nales. Jip le devolvió la vista a Dagger, pero Noche aparentemente lo destruyó.

## Poderes y habilidades
El Señor Jip tiene enormes habilidades mágicas, especialmente en el ámbito de la magia negra. Tiene la capacidad de manipular las fuerzas mágicas para una variedad de efectos, como la teleportación, la proyección de energía, la maleabilidad física, la capacidad de cancelar o alterar la magia de los demás y el uso de energía extradimensional invocando entidades u objetos de Poder existente en dimensiones tangenciales a las de la Tierra a través de la recitación de hechizos.Él puede crear ilusiones, observar otros lugares al escudriñar y conjurar para convertirse en siervos sin sentido para realizar tareas simples, como una criatura voladora que usa como su espía. Utiliza una gran parte de estos poderes para enmascarar su presencia para esconderse de magos más poderosos como el Doctor Strange.
Jip puede otorgar poderes a otros, pero siempre pide un precio a cambio.
Su habilidad más importante es la capacidad de hacerse cargo de un cuerpo anfitrión, agregando la vida de su víctima a la suya. Para hacer esto, tiene que iniciar un proceso en el que elimina los lazos entre el cuerpo y el alma de su víctima y absorbe el cuerpo en el suyo. Sin embargo, esta habilidad tiene varias limitaciones:
- la víctima debe carecer de una "luz interior" que pueda repeler a Jip. Esto generalmente significa que sus víctimas son hombres malvados, pero también puede significar que tienen un vínculo con la oscuridad sobrenatural como Cloak.
- la víctima debe desconocer la existencia y las intenciones del Señor Jip.
- El Señor Jip y la víctima deben estar en contacto físico constante durante todo el proceso.

Una vez completado el proceso, Jip puede tomar la apariencia de cualquiera de sus anfitriones anteriores, aunque probablemente solo por un corto tiempo.
Jip tiene una forma humanoide deforme grotesca que parece estar formada por los restos en descomposición de varios cuerpos hospedadores anteriores.
Señor Jip tiene un intelecto superdotado y tiene un amplio conocimiento de la ciencia mágica negra.

## Otra versión
En la huella de Ultimate Marvel, un Señor Jip de aspecto más humano aparece en las páginas de All-New Ultimates. Él está en la profesión de vender narcóticos y se muestra trabajando con Rey Cobra y Crossbones. Responde a Ecstasy y comienza a mostrar efectos secundarios de los narcóticos debido a la exposición prolongada a ellos. Después de bandera mete en una reunión exigiendo el pago, Jip transforma de repente en una aterradora, engendro grande, púrpura y los intentos de éxtasis y matar, pero es frustrado por el New Ultimates y Terror Inc.. Eventualmente, Bombshell crea una abertura dentro de él y Terror entra y se dirige al corazón de Jip. El terror alimenta a Jip con energía, terminando con su sufrimiento y fundiéndolo en un charco de carne.

## En otros medios
En la serie Cloak & Dagger, en el episodio "Funhouse Mirrors", cuando Tyrone Johnson toca a una persona con el nombre de Kev y observa sus miedos, ve una figura alta y negra con una máscara blanca. Se suponía que Señor Jip aparecería en la segunda temporada, pero finalmente fue descartado.